# Storavan (Jörns socken, Västerbotten)
Storavan är en sjö i Skellefteå kommun i Västerbotten och ingår i Kågeälvens huvudavrinningsområde.